# Saint-Pierre-des-Fleurs
Saint-Pierre-des-Fleurs – miejscowość i gmina we Francji, w regionie Normandia, w departamencie Eure.
Według danych na rok 1990 gminę zamieszkiwały 1132 osoby, a gęstość zaludnienia wynosiła 406 osób/km² (wśród 1421 gmin Górnej Normandii Saint-Pierre-des-Fleurs plasuje się na 197. miejscu pod względem liczby ludności, natomiast pod względem powierzchni na miejscu 854.).